# Колодезный переулок

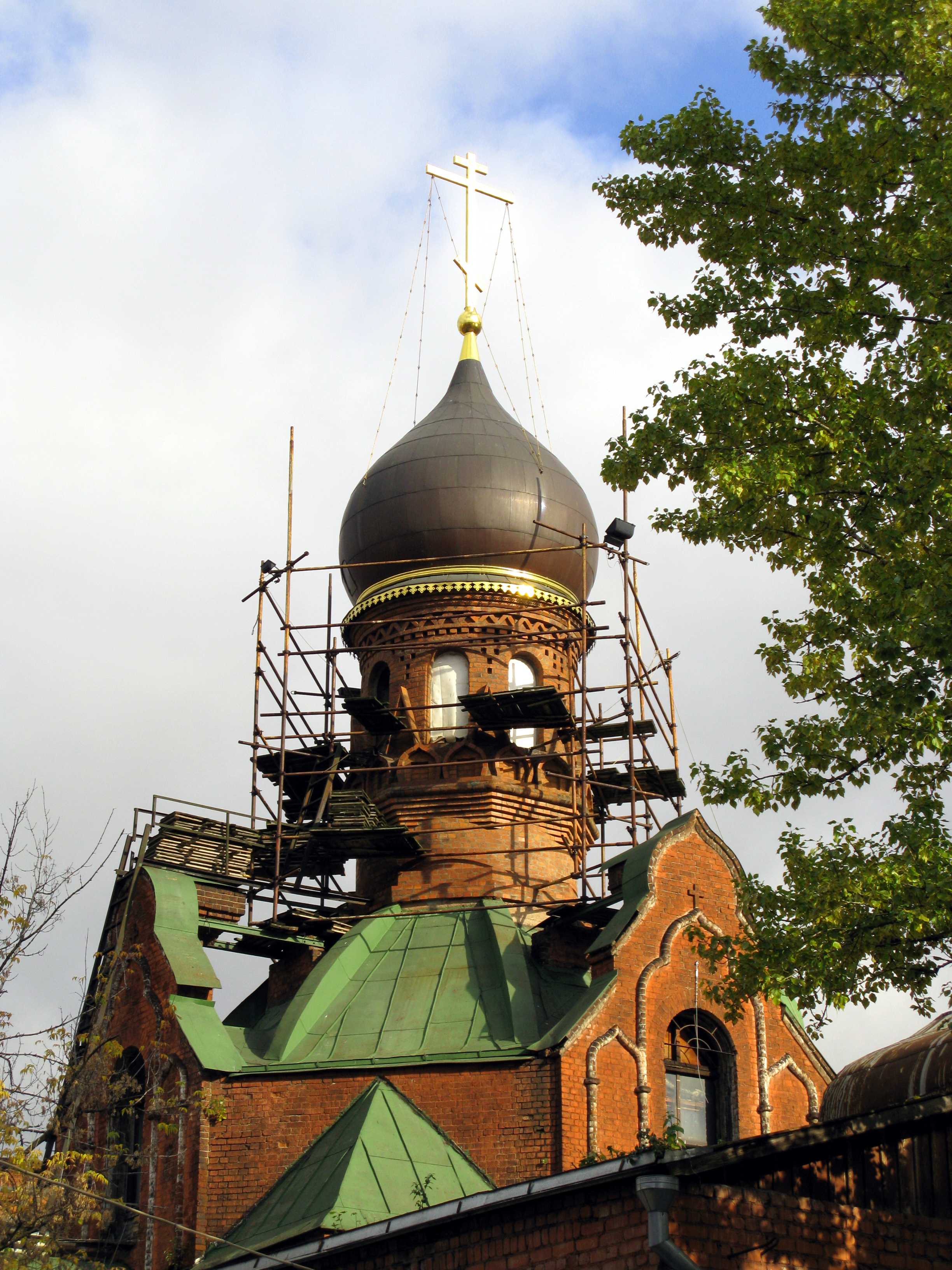
Храм Рождества Иоанна Предтечи

Коло́дезный переулок (в XVIII веке — Переведе́новский переулок, до 7 июня 1922 г. — Старый Переведе́новский переулок) — улица района Сокольники Восточного административного округа города Москвы. Находится между улицей Стромынка и Оленьим валом, протяжённость — 750 м.

## История
Старое название известно с XVIII века. Здесь были поселены «переведенцы» — жители Москвы, покинувшие город во время чумы 1771—1772 гг. и нашедшие по возвращении свои жилища занятыми или сожжёнными. Нынешнее название переулок получил в 1922 году от улицы, к которой он примыкает.

## Примечательные здания и сооружения
- Храм Рождества Иоанна Предтечи в Сокольниках, построенный на месте усадьбы Преображенского дворца, заложенного царём Алексеем Михайловичем, который здесь жил и охотился.
- В районе примыкания переулка к Колодезной улице начинается надземный участок Сокольнической линии Московского метрополитена, переходящий в Преображенский метромост через реку Яузу, расположенный между станциями «Сокольники» и «Преображенская площадь». Этот участок разделяет переулок на две части, соединённые подземным пешеходным переходом. Автомобильное сообщение между двумя частями переулка отсутствует.
- № 2А стр. 2 — Главный корпус Сокольнического отделения Городского Работного дома и Дома трудолюбия (1900, архитектор А. И. Рооп)
- № 2А, стр. 7 — Больничный корпус Сокольнического отделения Городского Работного дома и Дома трудолюбия (1878, архитектор В. А. Гамбурцев)

## Транспорт
Ближайшие остановки общественного транспорта:
- Остановки «Трамвайное депо имени Русакова» и «Улица Короленко — Социальный университет»:
  - Трамваи 4л, 4п, 7, 13
  - Автобусы 78, 265, 332, 716, т14, т32, т41, ДП52
- Остановка «Русаковская набережная»:
  - Автобус 265

Ближайшие станции метро —  Преображенская площадь,  Сокольники и  Сокольники.